# Nabis capsiformis
Nabis capsiformis är en insektsart som beskrevs av Ernst Friedrich Germar 1838. Nabis capsiformis ingår i släktet Nabis och familjen fältrovskinnbaggar. Inga underarter finns listade i Catalogue of Life.